# Буздяцький район
Буздя́цький район (рос. Буздякский район, башк. Бүздәк районы) — адміністративна одиниця Республіки Башкортостан Російської Федерації.
Адміністративний центр — село Буздяк.

## Населення
Населення району становить 26582 особи (2019, 30688 у 2010, 31178 у 2002).

## Адміністративно-територіальний поділ
На території району 12 сільських поселень, які називаються сільськими радами:
| Поселення                       | Площа, км² | Населення, осіб (2002) | Населення, осіб (2010) | Населення, осіб (2019) | Центр          | Населені пункти |
| ------------------------------- | ---------- | ---------------------- | ---------------------- | ---------------------- | -------------- | --------------- |
| Арслановська сільська рада      | 203,15     | 2271                   | 2184                   | 1756                   | Старі Богади   | 8               |
| Буздяцька сільська рада         | 105,56     | 10997                  | 11617                  | 11053                  | Буздяк         | 5               |
| Гафурійська сільська рада       | 247,74     | 2562                   | 2378                   | 2038                   | Гафурі         | 10              |
| Канли-Туркеєвська сільська рада | 143,51     | 1242                   | 1410                   | 1140                   | Канли-Туркеєво | 7               |
| Каранська сільська рада         | 157,89     | 2219                   | 2125                   | 1653                   | Каран          | 10              |
| Кілімовська сільська рада       | 95,62      | 1419                   | 1334                   | 1052                   | Кілімово       | 6               |
| Копей-Кубовська сільська рада   | 134,07     | 1908                   | 1913                   | 1553                   | Копей-Кубово   | 5               |
| Кузеєвська сільська рада        | 99,00      | 1303                   | 1197                   | 990                    | Кузеєво        | 7               |
| Сабаєвська сільська рада        | 88,06      | 1474                   | 1390                   | 1123                   | Сабаєво        | 6               |
| Тавларовська сільська рада      | 95,89      | 2045                   | 1749                   | 1432                   | Старотавларово | 5               |
| Тюрюшевська сільська рада       | 124,58     | 1990                   | 1672                   | 1275                   | Тюрюшево       | 7               |
| Уртакульська сільська рада      | 137,74     | 1748                   | 1719                   | 1517                   | Уртакуль       | 5               |

## Найбільші населені пункти
| №  | Населений пункт | Населення, осіб (2002) | Населення, осіб (2010) |
| -- | --------------- | ---------------------- | ---------------------- |
| 1  | Буздяк          | 9 733                  | 10 323                 |
| 2  | Копей-Кубово    | 961                    | 949                    |
| 3  | Канли-Туркеєво  | 724                    | 878                    |
| 4  | Кілімово        | 823                    | 797                    |
| 5  | Старотавларово  | 810                    | 737                    |
| 6  | Сабаєво         | 713                    | 732                    |
| 7  | Тюрюшево        | 861                    | 722                    |
| 8  | Урзайбаш        | 756                    | 713                    |
| 9  | Сергієвка       | 678                    | 702                    |
| 10 | Гафурі          | 641                    | 609                    |

## Персоналії
- Ібраєв Рашит Ахметзієвич (нар. 1959, с. Табанликуль) — фахівець у галузі математичного моделювання фізичних процесів в океані, член-кореспондент РАН (2008).